# Слоник люцерновий
Слоник люцерновий або люцерновий листковий довгоносик (Hypera postica Gyllenhal, 1813) — жук з родини довгоносиків. Колишня наукова назва цього виду — Phytonomus variabilis Herbst, 1795 — змінена за висновками фахівців-таксономістів.

## Опис
Жук довжиною 5-7 міліметрів, з овальним тілом рудуватого, кавового або сірого кольору, з темними смугами. Головотрубка вигнута. Передньоспинка з трьома поdздовжніми світлішими смужками. Ноги і надкрила жовтувато-коричневі або сірі; щиток між основами надкрил жовтуватий; посередині надкрил є темна пляма. Яйця овальні, блискучо-жовті, 0,6 міліметра довжиною. Личинки довжиною 6-8 міліметрів, зелена, безнога, з темно-коричневою головою. Тіло вкрите короткими чорними волосками; вздовж спини є жовтувато-біла смужка. Лялечки довжиною 5,5-8 міліметрів, зелені, мають овальні сітчасті жовтувато-білі кокони.

## Екологія
Жуки зимують під рослинними рештками, а також у верхньому шарі ґрунту на люцернищах. Навесні, в першій половині травня, самки приступають до відкладання яєць, розміщуючи їх групами від 3 до 30 штук в камери, вигризені у верхівковій частині старих стебел люцерни. Плодючість самки досягає 2500 яєць. Через 10-12 днів з яєць виходять личинки, які протягом 15-28 днів живляться листковими бруньками, нерозкритими зав'язями і листками люцерни. Закінчивши живлення, вони прядуть між верхівковими листками люцерни решітчастий кокон, в якому перетворюються на лялечок. Через 6-11 днів (у червні) з лялечок виходять жуки, які яєць не відкладають і восени йдуть на зимівлю. В Україні розвивається одне покоління.
В Україні поширений у Криму, де пошкоджує люцерну.